# 嚥下我的薔薇吧
《嚥下我的薔薇吧》，是日本乐队ALI PROJECT的一张单曲唱片，由寶野亞莉華作詞，片倉三起也作曲，于2013年7月24日由Lantis公司發行，是ALI PROJECT的第30張單曲。

## 簡介
这是ALI PROJECT自前作《兇夢傳染》1年6個月後，2013年内推出的第一張單曲；分为初回限定版和普通版两种发行，初回限定版附有收录本曲PV的DVD。
《嚥下我的薔薇吧》被用作動畫劇集《新薔薇少女》的主题曲。从歌曲内容上看，它是《被禁止的游戏》和《聖少女領域》的延伸，从题目上也可以看出其主題是“蔷薇”，和“蔷薇少女”的世界观。因此，歌词中也將薔薇的高贵气息和真紅的情感交織在一起。唱片外套的拍摄最初计划是在德国进行，但由于错过了开花时期，最後在日本拍摄，用的是人造花。PV里有跳芭蕾舞的儿童的演出。
B面曲《蔷薇小姐》（德語：Fräulein Rose）是歌颂少女内心的歌曲，曲调糅合了少女歌谣、流行音乐、单人重唱等内容，非常多样化。歌词中的“金丝雀”（金糸雀）、“双子星”、“银的灯”（銀の燈）也让人联想到《蔷薇少女》中的角色。
B面曲《少女的赎罪》（乙女の贖い）有描绘躺在病床上的水银灯的媒介柿崎惠的心情的伤感歌词，用弦樂伴奏。

## 收录曲目
| [ 1 ]    | [ 1 ]                  | [ 1 ] |
| 曲序     | 曲目                   | 时长  |
| -------- | ---------------------- | ----- |
| 1.       | 嚥下我的薔薇吧         | 4:37  |
| 2.       | 蔷薇小姐               | 4:21  |
| 3.       | 少女的赎罪             | 4:05  |
| 4.       | 嚥下我的薔薇吧（配器） | 4:37  |
| 5.       | 蔷薇小姐（配器）       | 4:22  |
| 6.       | 少女的赎罪（配器）     | 4:01  |
| 总时长： | 总时长：               | 26:06 |